# Nikola Ćirković
Nikola Ćirković (Kirin Serbia: Никола Ћирковић; sinh 4 tháng 12 năm 1991) là một cầu thủ bóng đá Serbia, thi đấu cho Voždovac ở Serbian SuperLiga.

## Sự nghiệp quốc tế
Ćirković ra mắt quốc tế cho đội Serbia B trong thất bại trận giao hữu 3-0 trước Qatar.